# Таганрозький округ (Область війська Донського)
Таганрізький округ — цивільний округ на заході Області Війська Донського. Окружне місто — Таганріг.

## Історія
Утворений у 1888 році з Міуського округу та Таганрізького градоначальства Катеринославської губернії.
У ході перепису населення 1897 року розподіл за рідною мовою Таганрізького округу був такий: українська мова — 254819 осіб. (61.7 %), російська мова — 131029 осіб. (31.7 %), населення загалом — 412995 осіб.
У квітні-серпні 1918 року був у складі Катеринославської губернії Української Держави.
7 серпня 1918 р. уряд Української Держави підписав оборонний і торговельний союз із Доном. Згідно з ним, Україна віддавала Всевеликому Війську Донському Таганрізький повіт.
1920 року Таганрізький округ було скасовано більшовиками разом з Всевеликим Військом Донським. Його територія ввійшла до складу Донецької губернії УРСР.
1923 року було утворено Таганрізьку округу в складі Донецької губернії УСРР.
16 жовтня 1925 року Таганрізька округа була виведена зі складу УСРР й передана Росії (на той час там мешкало 200 тис. українців, які становили 71,5 % усього населення).

## Влада
- окружний начальник граф Посадовський  2 серпня 1918 - 16 вересня 1918[4]
- окружний начальник полковник ВВД Хохлачов 16 вересня[5]